# Ruslán Kambólov
Ruslán Kambólov (Vladikavkaz, 1 de enero de 1990) es un futbolista ruso que juega de centrocampista. Es internacional con la selección de fútbol de Rusia.

## Selección nacional
Kambólov fue internacional sub-19 y sub-21 con la selección de fútbol de Rusia, antes de convertirse en internacional absoluto el 31 de marzo de 2015 en un partido amistoso frente a la selección de fútbol de Kazajistán.
El 11 de mayo de 2018 fue incluido en la convocatoria de la selección rusa para el Mundial de Fútbol 2018. Sin embargo, fue reemplazado en la lista por Serguéi Ignashévich debido a una lesión.

## Clubes
| Club                           | País       | Año       |
| ------------------------------ | ---------- | --------- |
| F. C. Lokomotiv Moscú          | Rusia      | 2007-2010 |
| F. C. Nizhni Nóvgorod (cedido) | Rusia      | 2011      |
| F. C. Volgar Astrakhan         | Rusia      | 2011-2013 |
| F. C. Neftekhimik Nizhnekamsk  | Rusia      | 2013      |
| F. C. Rubin Kazán              | Rusia      | 2014-2019 |
| F. C. Krasnodar                | Rusia      | 2019-2021 |
| P. F. C. Arsenal Tula          | Rusia      | 2021-2022 |
| F. C. Aktobe                   | Kazajistán | 2022      |